# Motilal Nehru
Motilal Nehru (6 mai 1861 – 6 février 1931) est l'un des premiers activistes indiens pour l'indépendance et le leader du Parti du Congrès. Il est le patriarche de l'une des plus importantes familles politiques de l'Inde, les Nehru. 

## Biographie
Motilal Nehru est né le 6 mai 1861 à Agra. Il est le fils posthume de Gangadhar Nehru (mort un mois plus tôt) et de Jeevarani, ainsi que le frère de Nandlal Nehru (1845-1887), ministre de l’État de Khetri. Le père de Motilal occupait la fonction de chef de la police de Delhi (aujourd'hui capitale de l'Inde) et était un des hauts dignitaires de la cour de l'empereur Muhammad Bahâdur Shâh.
C'est le père du futur premier ministre Jawaharlal Nehru.